# Munavvar Rzayeva
Pour les articles homonymes, voir Rzayeva.
 (février 2021).

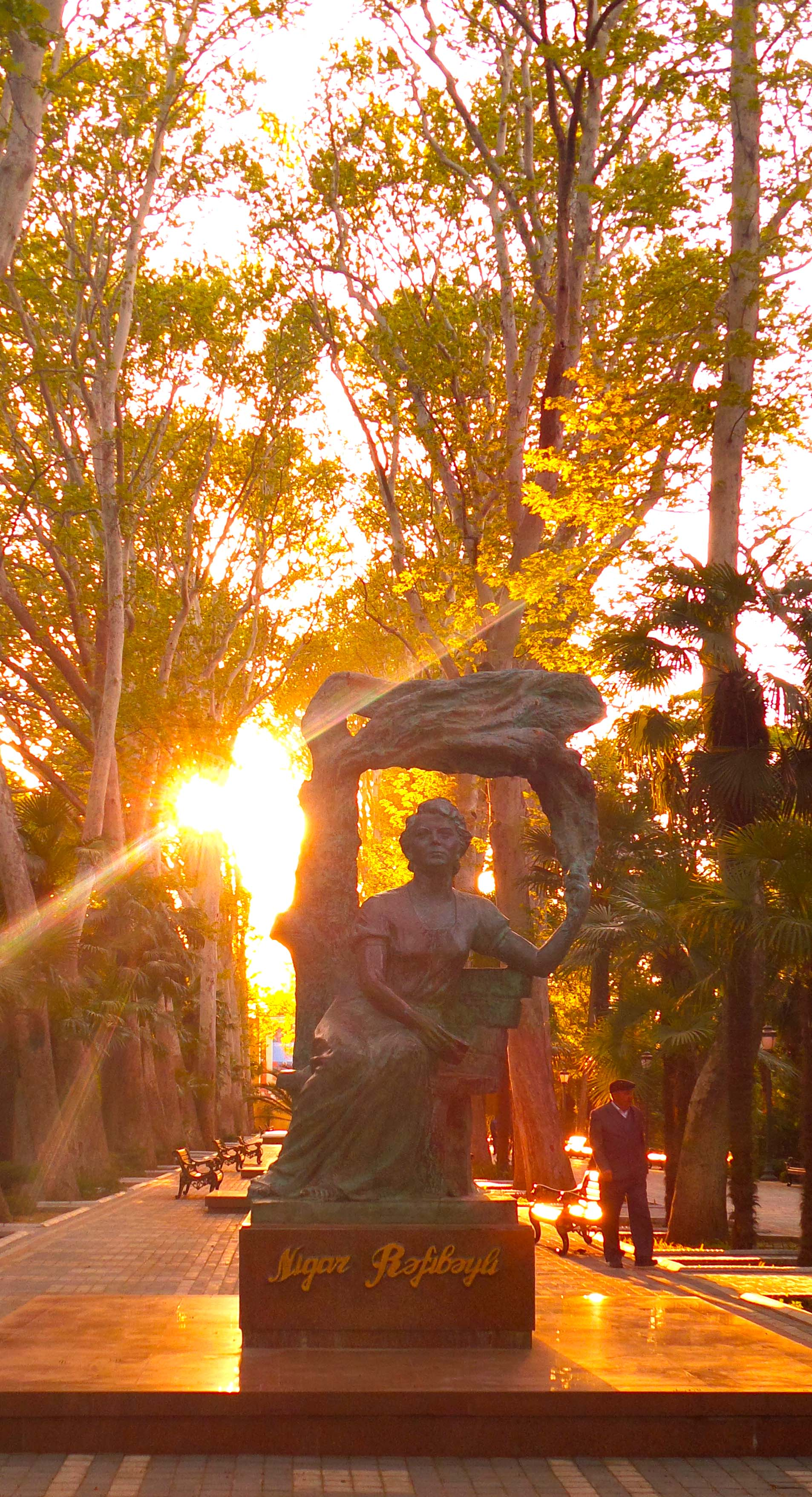

Munavvar Rzayeva (en azéri : Münəvvər Məcid qızı Rzayeva ) née le 6 juin 1929 à Chucha et décédée 6 juin 2004 à Bakou, est une sculptrice azerbaïdjanaise et artiste émérite d'Azerbaïdjan.

## Biographie
Munavvar Rzayeva est issue de la famille du fondateur du Khanat de Karabakh, Panakh Ali Khan. Sa mère, diplômée du lycée pour jeunes filles, était femme au foyer. Son père était un spécialiste de tapis, qui conseillait Latif Kerimov. Dès son enfance, Munavvar joue avec de l'argile dans les environs de leur maison. Elle sculpte des personnages et divers jouets.

## Enseignement
Munavvar Rzayeva participe à des expositions à partir de 1943. En 1950, elle est diplômée de l'École nationale d'art d'Azim Azimzade à Bakou et en 1956, elle obtient le diplôme de l'Institut d'art de Moscou.

## Carrière de l’artiste
Munavvar Rzayeva est élue membre de l'Union des peintres d'Azerbaïdjan depuis 1953. Parallèlement, elle est membre de la Commission d'État du ministère de la Culture et travaille comme artiste restaurateur au Musée de la littérature Nizami de l'ANAS et restaure un certain nombre de sculptures.

## Œuvre
Les travaux de Munavvar Rzayeva ornent 18 villes et centres régionaux d'Azerbaïdjan, ainsi que des musées et des salons d'exposition. Elle est l’autrice des monuments au poète azerbaïdjanais réprimé Mikayil Muchfig, à Sevil Kaziyeva, la première femme conductrice de tracteur agricole d'Azerbaïdjan, à Ayna Sultanova (personnalité publique et étatique, première femme présidente de la Cour Suprême d'Azerbaïdjan, victime des répressions staliniennes), ainsi que des monuments érigés à Ganja aux poétesses Mahsati Ganjavi et Nigar Rafibeyli, originaires de la ville. Au total, Rzayeva a créé 92 sculptures. Sept monuments de Munavvar Rzayeva ont été installés dans 7 villes d'Azerbaïdjan. Le musée Nizami abrite sept bustes de poètes et d'écrivains azerbaïdjanais.
Rzayeva s'est spécialisée dans les portraits psychologiques. Elle utilise du granit, du marbre, du bronze, du bois, et d'autres matériaux pour créer ses sculptures. Les œuvres de Munavvar Rzayeva sont principalement constituées de sculptures d'ouvriers d'art, d'hommes d'État et de héros ouvriers. Les bustes de Huseyn Djavid, Sergey Yesenin, Nariman Narimanov, Mikayil Mushfig et Nazim Hikmet jouent un rôle particulier dans son activité créative.